# Oostvaardersplassen
Oostvaardersplassen este o arie protejată (arie de protecție specială avifaunistică — SPA) din Țările de Jos întinsă pe o suprafață de 5.477 ha, integral pe uscat.

## Localizare
Centrul sitului Oostvaardersplassen este situat la coordonatele 52°26′48″N 5°21′04″E / 52.4466°N 5.3511°E.

## Înființare
Situl Oostvaardersplassen a fost declarat arie de protecție specială avifaunistică în mai 1989 pentru a proteja 31 de specii de animale.

## Biodiversitate
Situată în ecoregiunea atlantică, aria protejată nu include niciun habitat protejat.
La baza desemnării sitului se află mai multe specii protejate de  păsări (31): lăcar mare (Acrocephalus arundinaceus), lăcar-de-rogoz (Acrocephalus schoenobaenus), rață sulițar (Anas acuta), rață lingurar (Anas clypeata), rață pitică (Anas crecca), rață fluierătoare (Anas penelope), rață pestriță (Anas strepera), gârliță mare (Anser albifrons), gâscă cenușie (Anser anser), rață-cu-cap-castaniu (Aythya ferina), rața moțată (Aythya fuligula), buhai de baltă (Botaurus stellaris), Branta leucopsis, erete de stuf (Circus aeruginosus), erete vânăt (Circus cyaneus), lebădă de iarnă (Cygnus cygnus), egretă albă (Egretta alba), egretă mică (Egretta garzetta), codalb (Haliaeetus albicilla), stârc pitic (Ixobrychus minutus), sitar de mâl (Limosa limosa), grelușel-de-zăvoi (Locustella luscinioides), gușă albastră (Luscinia svecica), ferestraș mic (Mergus albellus), cormoran mare (Phalacrocorax carbo), bătăuș (Philomachus pugnax), lopătar (Platalea leucorodia), cresteț pestriț (Porzana porzana), ciocântors (Recurvirostra avosetta), corcodel mic (Tachybaptus ruficollis), călifar alb (Tadorna tadorna).